# USS LST-516
O USS LST-516 foi um navio de guerra norte-americano da classe LST que operou durante a Segunda Guerra Mundial.